# Dunaújvárosi Vegyeskar
A Dunaújvárosi Vegyeskar Dunaújváros egyik legrégebbi művészeti együttese, elődjét, a Gépgyári Énekkart 1952-ben alapították.

## Története

### Alapítás
A Dunaújvárosi Vegyeskar közvetlen elődjeként 1952-ben alakult meg a Gépgyári Énekkar Székely Endre vezetésével. Ezt megelőzően is voltak már kezdeményezések a Sztálin Vasmű területén különböző brigádkórusok létesítésére, ennek alapján alakították meg a Sztálin Vasmű Énekkarát az akkori Pártbizottság utasítására. A kórus egyik fellépését 1954-ben Kodály Zoltán is meghallgatta. Székely Endrét később Rudolf Péter váltotta a kórus élén, bár 1956 után rövid ideig az alapító karnagy visszavette az irányítást. A párhuzamosan működő Pedagógus Kórust – melynek egyik alapítója Horváth A. Béla fuvolaművész volt – részben anyagi, részben kulturális szempontok alapján 1960-ban egyesítették a másik kórussal, így megalakítva a több, mint 20 évig ezen a néven működő Központi Énekkart. Ez idő tájt több karnagy is dolgozott az együttes élén: több évtizedig Székely István – aki az Állami Zeneiskola igazgatója és a Dunaújvárosi Szimfonikus Zenekar karmestere is volt, – majd rövid ideig Szegediné Tóth Ildikó. Őt 1992-ben Horváth Péter követte, aki egészen 2015 nyaráig volt a vegyeskar szakmai vezetője. 
2015 őszétől Könyves Ágnes és Kurucz Gergely vette át a karnagyi feladatokat.
Ebben az időszakban főképpen az útkeresés jellemezte az énekkar munkáját, ámbár sikeresen hozzájárultak Sztálinváros, későbbiekben Dunaújváros kulturális életének fellendítéséhez. Igazi sikereiket azonban a 70-es évektől érték el, amikor is komolyabb fellépéseket és külföldi turnékat is vállaltak. Az első utazás az akkor még létező NDK területére vezetett 1969-ben. Az énekkar fellépett a Szovjetunióban, Bulgáriában, Ausztriában, Belgiumban. 

### A rendszerváltás után
Az 1990-es évek elejétől kezdve a társadalmi átalakulásokat követően már országok felé is megnyílt az út. Így eljutottak többek között Olaszországba (háromszor), Németországba (NSZK), Angliába (a llangolleni világversenyre 1997-ben), Erdélybe.
Az elmúlt évtizedek mintegy "csúcspontjaként" a Dunaújvárosi Vegyeskar a Dunaújvárosi Egyesített Kórus vezető tagjaként most New Yorkban, a Carnegie Hall-ban lépett fel, Karl Jenkins Arany János művére komponált műve, "A Walesi Bárdok" USA-beli ősbemutatóján.
2016 tavaszán a francia és a svájci ősbemutató szereplője is volt.
A kórus a Sándor Frigyes Zeneiskola hangversenytermében dolgozik. A próbák eredményességét a közönségsikerek mellett a szakmai zsűri elismerései is igazolják. Az énekkar legutolsó minősítése Hangversenykórus Cum Laude.

## Fellépései

### Hazánkban
Az elmúlt években számos hagyományt teremtett az énekkar. Olyan oratorikus műveket szólaltatnak meg, melyek kevésbé ismertek az itthoni zenekedvelők körében, és kevesen vállalkoznak az előadásukra. Az együttes fő feladatának tekinti a már meglévő hagyományok megőrzését, új kapcsolatok teremtését, elsősorban a helyi zenekarral, ill. kamaraegyüttesekkel. De többször együtt dolgozott az Alba Regia Szimfonikus zenekarral, Sugár Miklós, majd később Drahos Béla vezetésével. A kórus az évek során más szimfonikus zenekarokkal is koncertezett, így többek között a Budafoki Dohnányi Zenekarral, Hollerung Gábor vezényletével.
A kórussal több kiváló szólista is dolgozott, a teljesség igénye nélkül néhány név a számos remek muzsikus közül: Ambrus Ákos, Bátor Tamás, Bordás György, Daróczi Tamás, Derecskei Zsolt, Gregor József, Kincses Veronika, Kovács Pál, Lukács Éva, Magyar Róbert, Misura Zsuzsa, Pászthy Júlia, Rozsos István, Sipos Mariann, Takács Tamara, Wiedemann Bernadett, Kováts Kolos.
Az együttes rendszeresen szervez kórustalálkozókat, kórustáborokat. Az énekkar az elmúlt 59 évben folyamatos tevékenységével aktív részese volt a város közművelődési és zenei életének.

### Külföldön
A belföldi szereplések mellett többször szerepelt külföldön is az énekkar: az elmúlt években külföldi kórusok meghívására Ausztriában, Belgiumban, Bulgáriában, Németországban és Olaszországban vendégszerepelt a kórus, ahol előadásaival a magyar kultúra és kórusmozgalom mellett Dunaújváros zenei életét is képviselte. 1997-ben Angliában, Llangollenben képviselték hazánkat. 2010 nyarán Erdélyben, Székelyföldön szereztek a közönségüknek boldog perceket.
Hatalmas esemény volt az énekkar történetében, hogy 2014 januárjában a zeneszerző jelenlétében szerepelhetett Karl Jenkins Arany János költeménye, a Walesi bárdok alapján írt művének USA-beli ősbemutatóján, a New York-i Carnegie Hallban.
2016-ban pedig a Walesi bárdok svájci és francia ősbemutatójának is résztvevője volt..

## Repertoárja
Az énekkar repertoárja széles skálájú: a reneszánsz és a barokk darabokon keresztül a XX. század magyar és külföldi zeneszerzőinek műveit is magában foglalja. Az elmúlt közel hat évtizedben több mint 400 a capella művet és nem kevesebb, mint 50 oratóriumot mutatott be a Vegyeskar és ez is elegendő bizonyíték a kórus szakmai munkájának megismeréséhez.
A kórus a Dunaújvárosi Szimfonikus Zenekarral, és más városok zenekaraival kórusaival közösen rendszeresen előadott olyan oratórikus műveket, mint Mozart Requiemje, Haydn Nelson-miséje, Orff Carmina Burana-ja vagy éppen Kodály Székelyfonó-ja. De előadtak már ritkán hallható oratórikus műveket is, pl: Cherubini c-moll Requiemjét, Kodály Psalmus Hungaricusát és Budavári Te Deumát, Händel Sámson és Sándor ünnep c. oratóriumát, Rossini Stabat mater-ét, Liszt: Koronázási miséjét, John Rutter: Requiem-jét valamint a Mass of the Children című művét. Megszólaltatták ezen felül Duruflé Requiemjét is. Ősbemutatóként adták elő Karl Jenkins: Stella natalis, és The Armed Man - Mass for Peace című alkotását is.

## Díjai, elismerései
- 1996 a Vasas Szakszervezet Művészeti Nívódíja
- 2008 Dunaújváros önkormányzatának Pro Cultura Intercisae kitüntetése